# Cyrkuł liski
Cyrkuł liski (niem. Liskoer Kreis) – jednostka administracyjna Cesarstwa Austrii w Królestwie Galicji i Lodomerii w latach 1782–1786.

## Historia

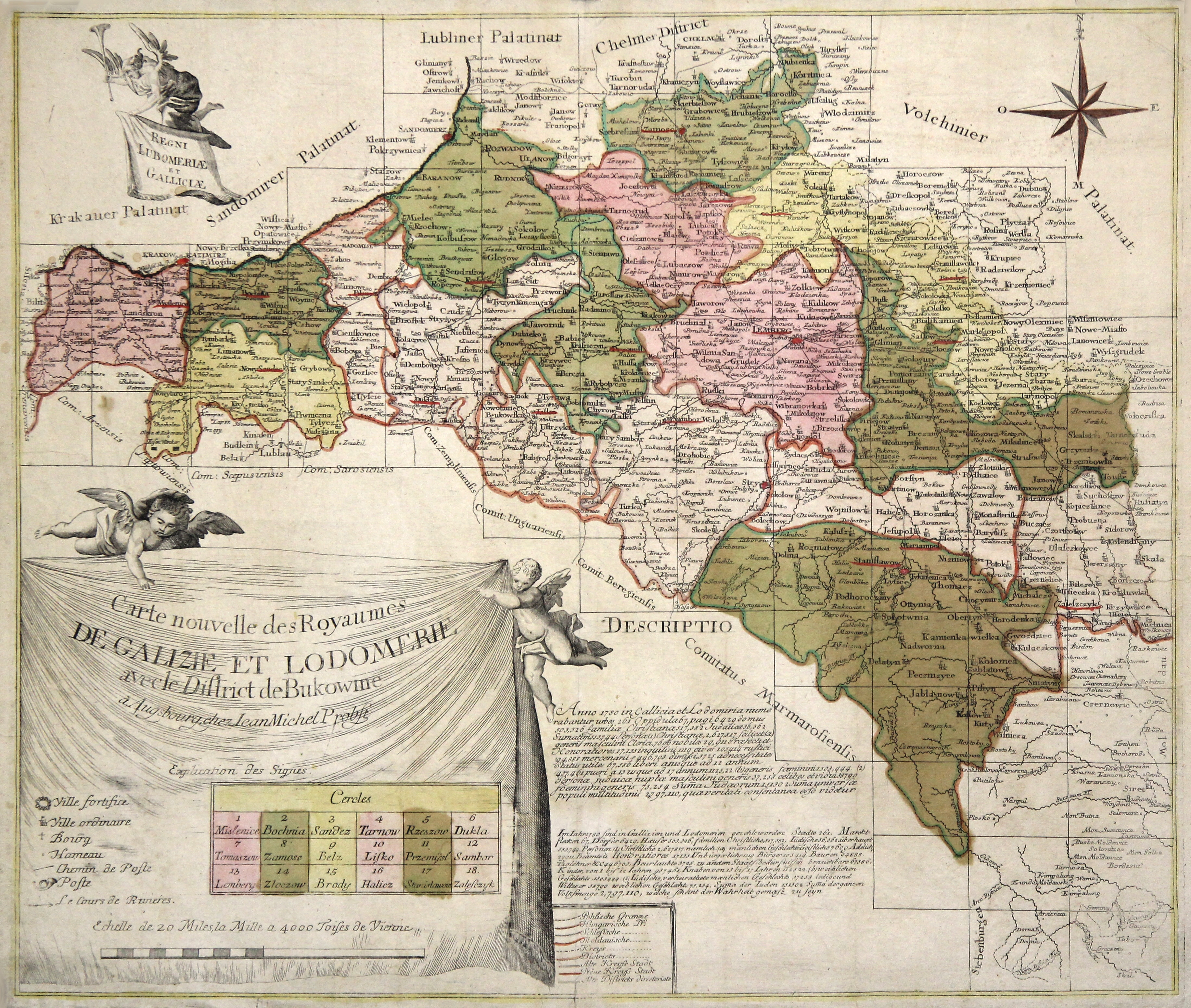
Projekt nowego podziału Galicji na cyrkuły (1780)

Cyrkuł liski z siedzibą w Lisku (obecnie Lesko) utworzono w 1782 roku na ziemiach polskich zagarniętych przez Austrię podczas I rozbioru w ramach reformy administracyjnej w Galicji.
Już 2 września 1780 kancelaria nadworna wydała dekret, w którym poinformowała gubernatora o nowych decyzjach w sprawie organizacji administracyjnej. Cesarzowa Maria Teresa Habsburg już od dłuższego czasu planowała wprowadzenie reform mających na celu dostosowanie ustroju Galicji do zasad obowiązujących w niemieckich krajach dziedzicznych. Właśnie zapadła kluczowa decyzja o przekształceniu dotychczasowych dystryktów w cyrkuły. W związku z tym polecono rozpoczęcie prac nad opracowaniem planu reorganizacji. Jednocześnie określono główne wytyczne, które miały stanowić podstawę przy tworzeniu tego planu. Szczególny nacisk położono na to, aby siedziby władz cyrkułów znajdowały się możliwie jak najbliżej ich centrum. Choć zalecano, aby obszary poszczególnych cyrkułów były w miarę równe pod względem powierzchni, nie należało traktować tej zasady zbyt rygorystycznie – w przypadku istnienia ważnych powodów możliwe były odstępstwa od równomiernego podziału. Zwrócono również uwagę, że nie powinno się bez wyraźnej potrzeby zmieniać lokalizacji siedzib władz, ponieważ wiązałoby się to z licznymi trudnościami – między innymi z koniecznością przeniesienia archiwów, które przez osiem lat znacznie się rozrosły. Na zakończenie podkreślono wagę odpowiedniego doboru kadry kierowniczej do obsadzenia nowych stanowisk.
Zgodnie z przyjętymi wytycznymi opracowano memoriał z 1 grudnia 1780, w którym przedstawiono projekt nowego podziału administracyjnego Galicji na 18 mniejszych cyrkułów na bazie dotychczasowych osiemnastu dystryktów. Jednym z nich był cyrkuł liski, który powstał w oparciu o dotychczasowy dystrykt Lisko (1775–1782), należący do zniesionego cyrkułu samborskiego (1773–1782).
25 listopada 1783 zaznaczono, że praktyka urzędowania i wygodniejsze położenie skłoniły rząd do zmian niektórych siedzib urzędów cyrkularnych, co przyczyniło się do licznych zmian granic cyrkułów. Do cyrkułu liskiego włączono wtedy obszerne połacie cyrkułów: przemyskiego (z okolicami Dubiecka, Dynowa, Birczy, Rybotycz i Nowego Miasta) i dukielskiego (z okolicami Brzozowa, Jasienicy, Rymanowa, Jaćmierza i Zarszyna), a także dwa oddzielne fragmenty cyrkułu samborskiego (Dobromil oraz Boberka). Natomiast od cyrkułu liskiego odłączono wieś Wołcze na korzyść cyrkułu samborskiego.
W 1786 roku, kontynuując dotychczasową politykę, zniesiono cyrkuł liski, a urząd cyrkularny przeniesiono z Liska do Sanoka, tworząc w ten sposób cyrkuł sanocki. Decyzję tę prawdopodobnie przyspieszył pożar Liska, który miał miejsce rok wcześniej.